# Владимирская церковь (Иваново)
Храм Владимирской иконы Божией Матери (Владимирская церковь) — православный храм в городе Иванове. Относится к Иваново-Вознесенской епархии Русской православной церкви. Построен в 1904 году на территории будущего монастыря (на тот момент общины).

## История
События, которые были предтечей открытия нового женского монастыря, произошли в 1899 году. Инициатором создания обители выступили дочь ивановского купца Е. Г. Корина и её крёстная Н. И. Щербакова, в семье которых из поколения в поколение передавалась Владимирская икона Божией Матери.
Дом Щербаковой стал местом сбора неравнодушных к идее создания новой обители в честь чтимой на Руси иконы Богоматери. Спустя год, в 1900 году, супругой хозяина местного медно-литейного производства С. И. Жоховой была пожертвована земля, где и должен был расположится будущий монастырь. Этот участок располагался на южной окраине Иваново-Вознесенска (ныне Лежневская улица). После этого владельцы ремизо-бердочного производства братья Алексей и Александр Константиновы обнесли пожалованный участок оградой, выкопали колодец и поставили деревянный дом, в котором планировалось организовать женскую богадельню. Был вырыт погреб, выстроены коровник и баня.
Жохова написала архиепископу Сергию письмо, где изложила просьбу обустроить для начала богадельню с храмом. Разрешение было получено, и с 1901 года Алексеевская богадельня была открыта, а Жохова была назначена её попечительницей.
Помимо пяти пожилых женщин, находившихся здесь на полном обеспечении, в новой богадельне жили и другие «труженицы». Они ухаживали за пожилыми, вели хозяйство, а также занимались рукоделием. Одну из комнат деревянного здания отвели для регулярных церковных служб, на которых могли присутствовать и часто бывали жительницы близлежащих кварталов города.
Храм при Алексеевской богадельне начали строить весной 1902 года. Первоначальный проект был подготовлен губернским архитектором Петром Бегеном. Этот проект предполагал возведение из кирпича двухэтажного здания богадельни, которая бы совмещалась с храмом. Однако, обстоятельства изменились, потому как богатым ивановским предпринимателем А. Н. Дербенёвым были найдены необходимые для строительства отдельного большого храма деньги. Архитектор сделал исправления в первоначальном проекте, и спустя год прошла повторная закладка здания храма.

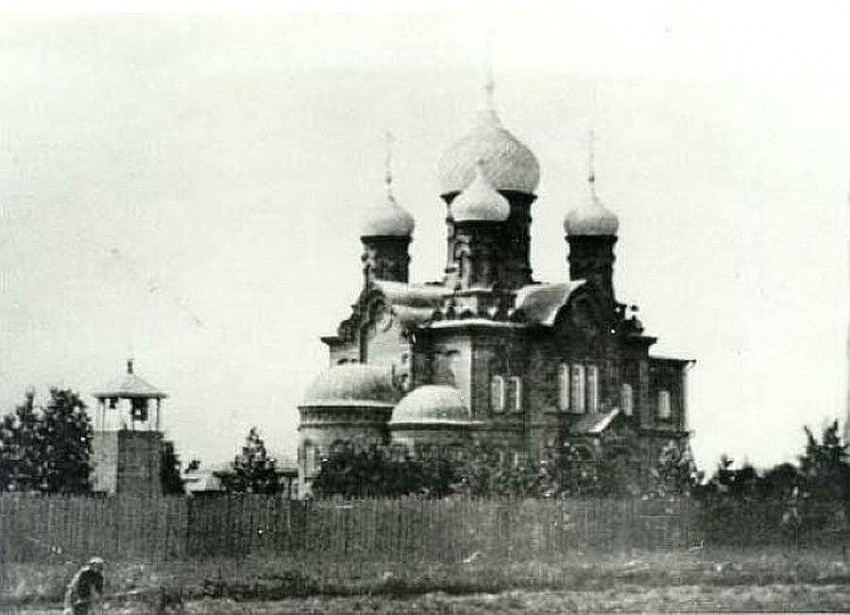
Владимирская церковь (1909)

Деньги на храм были пожертвованы не только Дербенёвым, но и братьями Константиновыми, а также Щербаковой. За два с половиной года строительные работы были завершены, и в конце декабря 1904 года главный престол новой церкви освятили в честь Владимирской иконы Божией Матери. Боковые приделы, посвящённые святой Марии Магдалине и монаху, юродивому Михаилу Клопскому, освятили спустя три года — в декабре 1907 года.
В храме поставили четырёхъярусный иконостас, где разместили иконы «древнемосковского» письма. Близ церкви построили деревянную колокольню. Большой по размерам храм заметно возвышался над, на тот момент, одноэтажной застройкой и стал играть на южной окраине города роль архитектурной доминанты.
Когда храм открыли, количество женщин, желающих проживать и трудиться в богадельне, значительно возросло. Многие из них имели опыт жизни в монашеских обителях, потому жизнь в богадельне строилась по строгим монастырским правилам. Для того чтобы все желающие могли достойно разместиться на территории, в 1906 году был построен двухэтажный дом. Второй этаж отвели под жилые помещения, на первом этаже оборудовали трапезную.
Через год богадельня объединяла уже более 50 женщин — крестьянок из нескольких губерний России, вдов священнослужителей и бывших монахинь. Они обрабатывали 15 десятин пахоты, помимо того, женщины трудились на пасеке и скотном дворе, занимались рукоделием, создали собственный хор, а также участвовали во всех церковных обрядах. Женщины хотели, чтобы на месте богадельни был образован женский монастырь. Для осуществления своей задумки ими писались прошения во Владимирскую духовную консисторию.
Промедления в этом вопросе были связаны с тем, что руководившая все этого время богадельней Жохова не могла возглавить монастырь, так как жила в семье, вела мирской образ жизни. Наконец, вопрос был разрешён, и сюда была прислана пожилая монахиня из владимирского Успенского Княгинина монастыря. Официально женская монашеская община сформировалась в конце лета 1908 года, богадельня стала её составной частью.
Статус монастыря был приобретён общиной спустя 8 лет в 1916 году. В эти годы при помощи Дербенева и Константинова ею были значительно увеличены земельные владения, а на территории были построены новые деревянные здания. В 1916 году во вновь созданной обители жили 76 насельниц.
В 1918 году, с приходом новой советская власть, на территории монастыря создали трудовую артель. Жившие в обители монахини продолжали обрабатывать землю, а также изготавливать стёганые одеяла и вязать чулки. В 1921 году в монастыре разместили студенческие общежития, а в 1924 году жилые помещения отдали семьям рабочих городских текстильных предприятий. Вскоре обитель решением губисполкома закрыли, а здания на её территории переоборудовали для казарм авиаотряда. В 1928 году была закрыта и монастырская церковь.
В 1930 году Владимирскую церковь лишили глав и разрушили стоящую возле неё деревянную колокольню, якобы из-за того, что купола и кресты мешают движению самолётов.
В советское время храм находился на территории военного предприятия и использовался как склад.
В 1993 году в нём были возобновлены церковные службы, был установлен новый иконостас и постепенно восстановлены все пять глав.

## Архитектура и интерьер
Большая по размеру пятиглавая церковь выстроена из красного кирпича в стилистике русских храмов. Зодчие возводили подобные культовые здания в XVII веке на территории Москвы и Ярославля. Основной храмовый объём состоит из кубообразного четверика и чуть заниженного по высоте притвора-паперти.
Фасады церкви имеют выступающие объёмы с трехлопастным завершением. С западной стороны фасад оставляет впечатление незавершенного. Это не удивительно, так как именно с этой стороны изначально планировалось пристроить каменное здание богадельни. Но архитектурный проект Петра Бегена до конца так и не был реализован.
На входах в храм стоят нарядные крыльца под двухскатной кровлей. А окна обрамляют выразительные фигурные наличники и кокошники. Кроме того, углы здания декорированы двухъярусными лопатками.